# Svistat' vsech naverch!
Svistat' vsech naverch! (Свистать всех наверх!) è un film del 1970 diretto da Isaak Semёnovič Magiton.